# Oencia (kommunhuvudort)
Oencia är en kommunhuvudort i Spanien.   Den ligger i provinsen Provincia de León och regionen Kastilien och Leon, i den nordvästra delen av landet, 400 km nordväst om huvudstaden Madrid. Oencia ligger 868 meter över havet och antalet invånare är 579.
Terrängen runt Oencia är kuperad. Runt Oencia är det ganska tätbefolkat, med 72 invånare per kvadratkilometer. Närmaste större samhälle är O Barco de Valdeorras, 14,7 km söder om Oencia. 